# Парламент Соломоновых Островов
Национальный парламент (англ. National Parliament) — законодательный орган Соломоновых Островов.

## История
С 1893 года Соломоновы острова находились в протекторате Великобритании. В 1921 году создан Консультативный совет в целях управления протекторатом. С 1960 Консультативный совет изменил своё название на Законодательный совет. В 1970 — Законодательный совет и Исполнительный совет были заменены Советом управляющих. В 1974 году Совет управляющих переименовывался в Законодательное собрание. 2 января 1976 Соломоновы острова получили право на самоуправление, тогда был создан законодательный орган из 38 членов. 7 июля 1978 Соломоновы острова получили независимость и Законодательное собрания было переименовано в Национальный парламент Соломоновых островов. В 1994 году — количество мест в парламенте увеличилось с 38 до 47, 1997 году с 47 до 50.

## Состав
Современный парламент страны состоит из 50 депутатов, избираемых на четыре года, в 50 одномандатных округах. Спикер парламента — сэр Аллан Кемакеза.
Наряду с лидером большинства в парламенте работают Лидер оппозиции и лидер независимых депутатов.